# Droit mauricien
Le droit mauricien est le droit appliqué à Maurice depuis l'indépendance du Royaume-Uni le 12 mars 1968.

## Sources du droit

### Constitution
L'article 2 dispose que la Constitution est la loi suprême de Maurice. En conséquence, toute loi contraire à la Constitution doit, dans la mesure de son inconstitutionnalité, être nulle.

### Législation
Le Parlement de Maurice, composé de l’Assemblée nationale et du président, détient le pouvoir législatif.

## Organisation juridictionnelle

### Cours subordonnées
Les Cours subordonnées sont : le Tribunal de Rodrigues, les tribunaux de districts, les cours intermédiaires, et les tribunaux industriels.

### Cour suprême
L'article 76 de la Constitution crée une Cour suprême de l’île Maurice. Celle-ci a une juridiction illimitée pour prendre connaissance des affaires civiles et criminelles. Par ailleurs, en cas de contrôle de constitutionnalité, la Cour suprême peut être saisie.

## Sources

## Compléments